# Augustus Quirinus Rivinus
Augustus Quirinus Rivinus, también conocido como August Bachmann ( 9 de diciembre de 1652 – 20 de diciembre de 1723) fue un médico, y botánico alemán.
Nació en Leipzig, Alemania, y estudió en la Universidad de Leipzig (1669–1671), continuó sus estudios en la Universidad de Helmstedt. En 1677, comenzó a enseñar medicina en Lepzig y en 1691 se postuló para dos cátedras, la de Fisiología y la de Botánica. En 1701 llegó a ser profesor de patología y en 1719 profesor de terapéutica y decano permanente de la Facultad de Medicina. Era también un entusiasta de la astronomía y, hacia el final de su vida, estaba casi completamente ciego por observar las manchas solares. Falleció en Leipzig.
En su obra «Introductio generalis in rem herbariam» y tres libros adicionales relativoas a la clasificación de las plantas introdujo varias innovaciones importantes que fueron la base para el trabajo de otros botánicos, como Joseph Pitton de Tournefort y Carlos Linneo, entre otros.
Clasificó las plantas de acuerdo a la estructura de la flor. Del mismo modo que John Ray usó claves dicotómicas que conducían primero a los grupos taxonómicos superiores, que el denominó genus summum de los órdenes de plantasordo, y luego a los grupos de categoría inferior. Junto con Joseph Pitton de Tournefort fue el primero en aplicar la regla que los nombres de todas las especies del mismo género deben comenzar con la misma palabra o nombre genérico. Si un género presentaba más de una especie, entonces el nombre de las mismas debían estar seguidos por una pequeña frase diagnóstica o differentia specifica.

## Obras

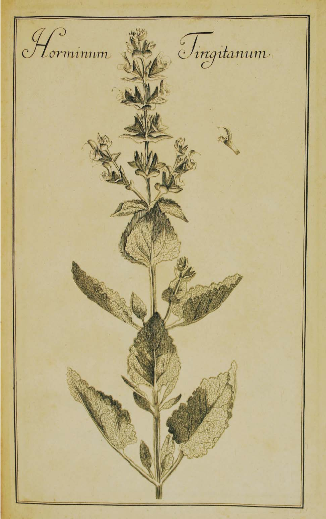
"Horminum tingitanum" (Salvia tingitana) extraída de Ordo Plantarum, 1690.

- Introductio generalis in rem herbariam. Lipsiae Leipzig: Typis Christoph. Güntheri, 1690. [8] + 39 p.
- Ordo Plantarum qvae sunt Flore Irregulari Monopetalo. Lipsiae: Typis Christoph. Fleischeri, 1690. 22 + [4] p. + 124 tab.
- Ordo Plantarum qvae sunt Flore Irregulari Tetrapetalo. Lipsiae: Typis Christoph. Fleischeri, 1691. [6] + 20 + [4] p. + 121 tab.
- Ordo Plantarum qvae sunt Flore Irregulari Pentapetalo. Lipsiae: Typis Joh. Heinrici Richteri, 1699. [6] + 28 + [4] p. + 139 tab.
- D.A.Q.R. ad celeberrimum virum dominum Johan. Rajum... Epistola Lipsiae: Prostat apud Davidem Fleisherum, 1694. 24 p.
- Censura medicamentorum officinalium. Lipsiae, J. Fritsch, 1701

## Honores

### Epónimos asociados
- Ligamento de Rivino: una porción de la membrana timpánica

Especies
- (Apiaceae) Athamanta riviniana Host ex Steud.[2]
- (Apiaceae) Libanotis riviniana Scop.[3]
- (Cunoniaceae) Weinmannia riviniana Engl.[4]
- (Cunoniaceae) Windmannia riviniana Kuntze[5]
- (Sapotaceae) Lucuma riviniana Steud.[6]
- (Violaceae) Viola riviniana Rchb.:[7] una especie de violeta

- La abreviatura «Riv.» se emplea para indicar a Augustus Quirinus Rivinus como autoridad en la descripción y clasificación científica de los vegetales.[8]